# Filtro de Bloom
Un filtro de Bloom es una estructura de datos probabilística, concebida por Burton Howard Bloom en 1970, que es usada para verificar si un elemento es miembro de un conjunto. Los falsos positivos son posibles pero los falsos negativos no.

## Construcción

Un ejemplo de filtro de Bloom, representando el conjunto {x, y, z}. Las flechas coloreadas muestran las posiciones en el vector de bits de los resultados de aplicar las funciones hash a cada uno de los elementos. El elemento w no está en el conjunto {x, y, z}, porque tiene uno o más de los valores hash a 0. Para este ejemplo m = 18 y k = 3.

- Inicialmente tenemos: 
  - Un conjunto {\displaystyle {x_{1},...x_{n}}} de n elementos de un universo X
  - Un vector S de m bits todos a 0
  - Un conjunto de k funciones hash diferentes {\displaystyle {h_{1},...h_{k}}}, cada una de las cuales dado un valor de X devuelve un valor en el dominio {1,..,m} (una posición del vector S).
- Para agregar un elemento, se aplica cada una de las funciones hash para conseguir k posiciones de vector. Esas posiciones del vector se ponen a 1 en el vector S
- La búsqueda de un elemento devuelve true si al aplicar todas las funciones hash todas las componentes que devuelve tienen un 1 en el vector S

## Consideraciones
- Lo ideal sería tener funciones hash totalmente independientes y así tener una baja correlación entre el valor de los campos
- La eliminación de un elemento de un filtro de Bloom, por la forma en que está construido, es imposible. Sin embargo puede ser útil tener un segundo filtro de Bloom que contenga los elementos eliminados
- La probabilidad de un falso positivo se puede estimar por

{\displaystyle \left(1-e^{-kn/m}\right)^{k}.}
Esto nos da una idea de los valores de m y el valor de k a fijar para obtener el objetivo concreto en cada momento

## Aplicaciones
Los filtros de Bloom se suelen usar para:
- Acelerar la búsqueda de elementos. Si el filtro devuelve false entonces es seguro que el elemento no se encuentra en el conjunto
- Realizar búsquedas sin especificar claramente lo buscado (protegiendo su privacidad)